# Shepherd (2021)
Shepherd ist ein im Jahr 2021 erschienener Mystery-Horrorfilm des Walisers Russel Owen.
Shepherd feierte seine Premiere auf dem London Film Festival im Oktober 2021. Im Februar 2022 folgte die Veröffentlichung abseits der Kinosäle.

## Produktion
Die Dreharbeiten begannen im Februar 2019. Während die Außenszenen hauptsächlich auf der Isle of Mull in Schottland gedreht wurden, entstanden die Innenaufnahmen in den BBC Studios in Dumbarton. Auch Aufnahmen aus Nordwales kommen in dem Film vor. Unterwasserszenen wurden im Underwater Studio in Basildon gedreht.

## Bewertungen
Mit Stand zum 21. Februar 2022 fielen 75 % aller Kritiken auf Rotten Tomatoes positiv aus.